# Ella Kay
Ella Kay (* 16. Dezember 1895 in Berlin; † 3. Februar 1988 ebenda) war eine deutsche Politikerin (SPD) in Berlin und Widerstandskämpferin gegen den Nationalsozialismus. Sie war 1946–47 Bezirksbürgermeisterin von Prenzlauer Berg und von 1955 bis 1962 Senatorin für Jugend und Sport in West-Berlin.

## Leben
Kay besuchte die Volksschule und absolvierte eine kaufmännische Lehre. Ab 1919 war sie Mitglied der Sozialdemokratischen Partei Deutschlands (SPD) und engagierte sich besonders in der Arbeiterwohlfahrt. Ab 1928 besuchte sie das sozialpolitische Seminar der Deutschen Hochschule für Politik in Berlin.
Von 1927 bis 1933 wirkte sie als Leiterin des Referats Kindertagesstätten im Jugendamt in Prenzlauer Berg. Von den Nationalsozialisten wurde sie 1933 aus dem Amt entlassen, verfolgt und unter Polizeiaufsicht gestellt. Sie kämpfte illegal in der Gruppe um Max Fechner und unterstützte vor allem politisch Verfolgte.
1945 nahm sie ihre Arbeit im Jugendamt Prenzlauer Berg wieder auf. Im Dezember 1946 wurde sie zur Bürgermeisterin dieses Bezirks gewählt. Am 8. Dezember 1947 setzte der Kommandant des Sowjetischen Sektors von Berlin, General Alexander Kotikow, Kay mit seinem Befehl Nr. 166 ab, wogegen der Magistrat von Oberbürgermeisterin Louise Schroeder (SPD) erfolglos protestierte. Die Alliierte Kommandantur erzielte auf ihrer Sitzung am 30. Dezember 1947 keine Einigung, ob die Absetzung Kays rechtmäßig war, weshalb sie wirksam blieb.
Während der Teilung Berlins war Ella Kay in West-Berlin politisch aktiv. Von 1955 bis zu ihrem Rücktritt 1962 war sie Senatorin für Jugend und Sport unter den Regierenden Bürgermeistern Otto Suhr und Willy Brandt. Von 1958 bis 1968 gehörte sie dem Abgeordnetenhaus an. 1965 zeichnete der Senat sie als Stadtälteste und 1975 mit der Ernst-Reuter-Plakette aus. Sie wohnte (1955) am Lowise-Reuter-Ring in Berlin-Britz.
Ihre langjährige Mitarbeiterin (1959–1962) und politische Mitstreiterin Ilse Reichel-Koß erwählte sich Ella Kay zum politischen Vorbild und führte ihre Ideen unter dem Motto „Partei ergreifen für die Jugend“ als Senatorin für Familie, Jugend und Sport von 1971 bis 1981 fort.

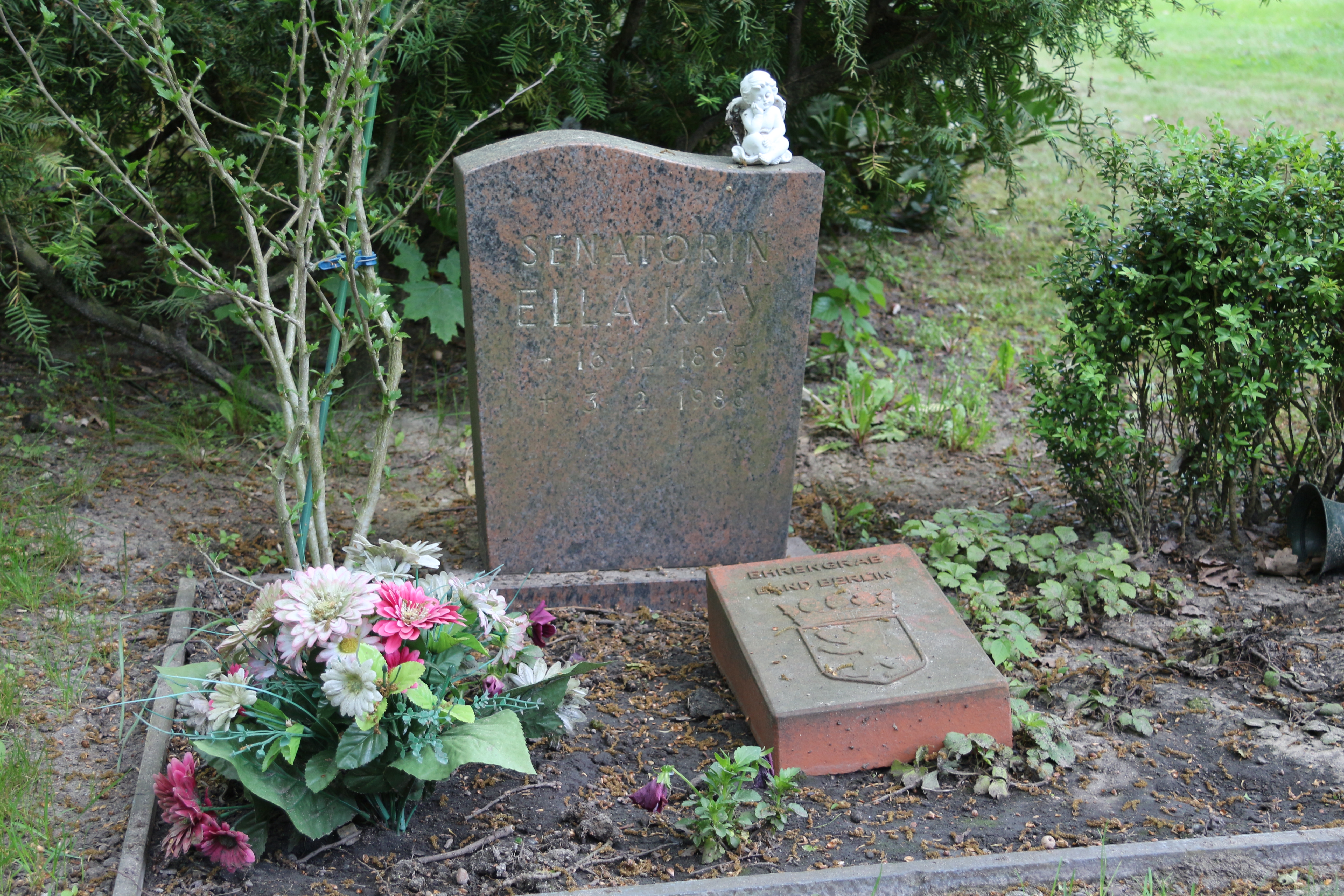
Ehrengrab Ella Kays

## Ehrungen
- Kay wurde in einem Ehrengrab des Landes Berlin auf dem Parkfriedhof Neukölln in der Abt. 105-414 bestattet.
- Die Ella-Kay-Straße im Ernst-Thälmann-Park in Prenzlauer Berg wurde 1993 nach ihr benannt.[2]
- Die Marie-Juchacz-Plakette der Arbeiterwohlfahrt wurde ihr 1969 verliehen.
- Die bezirkliche Jugendfreizeiteinrichtung Ella-Kay-Heim in Berlin-Kladow wurde nach ihr benannt.
- Die SPD Pankow vergibt seit 2010 den Ella-Kay-Bürgerpreis für ehrenamtliches Engagement.[3]